# Timo Volk
Timo Matthias Volk (* 12. Oktober 1993) ist ein deutscher Basketballspieler.

## Laufbahn
Volk spielte für Speyer und Völklingen in der ersten Regionalliga und wurde 2013 von den Weißenhorn Youngstars, der Nachwuchsfördermannschaft des Bundesligisten Ratiopharm Ulm, unter Vertrag genommen. Für die Fuggerstädter spielte er zwei Jahre lang in der 2. Bundesliga ProB.
2015 ging Volk von Weißenhorn zur Spielgemeinschaft Ehingen/Urspring, mit der er im Frühling 2016 die Meisterschaft in der ProB gewann. Zur Saison 2016/17 vollzog er den Sprung in die 2. Bundesliga ProA, indem er sich ETB Essen anschloss, musste mit der Mannschaft aber am Ende der Saison 2016/17 den Abstieg in die ProB hinnehmen.
Zur Saison 2017/18 wechselte er zum FC Schalke 04. Mit S04 erreichte er im Frühjahr 2018 das Halbfinale der 2. Bundesliga ProB, was im Nachhinein den Aufstieg in die 2. Bundesliga ProA bedeutete, da Meister Elchingen keinen Lizenzantrag stellte. Volk verließ Schalke nach diesem Erfolg und schloss sich während der Sommerpause 2018 dem Regionalligisten Hertener Löwen an. Ab Januar 2019 verstärkte er die Essener Mannschaft DJK Adler Union Frintrop (2. Regionalliga), im August 2019 wechselte er in die 1. Regionalliga West zurück und trug fortan die Farben von Citybasket Recklinghausen.
2021 wechselte Volk zum TVE Dortmund-Barop in die 2. Regionalliga und 2023 zum GV Waltrop (Oberliga). 2024 wurde Volk in Waltrop Spielertrainer.